# Сгонников, Олег Евгеньевич
Олег Евгеньевич Сгонников — российский заслуженный тренер по баскетболу. Основатель женского баскетбольного клуба "Динамо" (Курск).

## Биография
Родился 25 июня 1967 г. в г. Туапсе, Краснодарский край. Окончил Волгоградский институт физической культуры и спорта (1985-1991 гг.).
За время пребывания в Курске стал культовой фигурой в баскетбольном клубе "Динамо".
В 1997 году, под его руководством клуб пробился в Высшую лигу Российского баскетбола. С 1997 года "Динамо" за два года проходит два уровня Высшей лиги и выходит в Суперлигу России. В первом же сезоне 1999/2000 Суперлиги команда под руководством Олега Сгонникова занимает 6-е место обыграв именитых клубов.
Следующие два сезона "Динамо" стабильно располагается в середине таблицы и дебютирует на европейском уровне в Кубке Ронкетти.
Особое место в клубной истории и в карьере тренера команды стал 2003 год. В этот год Олегу Сгонникову доверили право собрать на базе клуба Студенческую сборную России по баскетболу для участия в Всемирной летней Универсиаде 2003, которая проходила в Тэгу (Южная Корея). Сборная России завоевала бронзовую медаль.

## Карьера
- 1995-2003 гг. - основатель, генеральный директор, старший тренер Женского баскетбольного клуба "Динамо" Курск.
- 2003- 2006 гг. - менеджер Женский баскетбольный клуб " Балтийская звезда" Санкт-Петербург.
- 2006-2012 гг. - генеральный директор ООО "Прогресс".
- 2015-2016 гг. - тренер-ассистент Сборная команда Бразилии по художественной гимнастике.
- 2019-2021 гг. - тренер по ОФП федерация гимнастики Узбекистана.
- 2021- по настоящее время - член комплексной научной группы "Школа гимнастики Екатерины Пирожковой".